# Roger Odenthal
Roger Odenthal (* 14. August 1957) ist ein deutscher Experte für Interne Revision und Prüfungsmethodik. Er engagiert sich in der prüferischen Fortbildung innerhalb des Deutschen Instituts für Interne Revision (DIIR), unterrichtet Prüfungstechnik an verschiedenen Hochschulen und ist Inhaber zweier externer Prüfungsgesellschaften.

## Leben
Roger Odenthal besuchte von 1963 bis 1972 die Schule in Köln. Anschließend absolvierte er von 1972 bis 1975 eine Lehre zum Versicherungskaufmann. Während der Berufsausübung erwarb er im Rahmen einer Externenprüfung die Hochschulzugangsberechtigung. Nach dem Studium von 1979 bis 1983 (BWL mit den Schwerpunkten Unternehmensplanung und EDV) schloss sich eine Berufsausübung bis 1985 bei der Bayer AG in den Bereichen Arbeitswissenschaft (Ingenieurwesen) und strategischer Konzernplanung an. Erste Prüfungstätigkeiten erfolgten ab 1986 als Experte für digitale und mathematische Revisionstechniken bei der Wirtschaftsprüfungsgesellschaft Düsseldorfer Treuhandgesellschaft Altenburg & Tewes AG. Ab 1995 führte Odenthal die prüfende Tätigkeit zunächst als Geschäftsführer, Vorstand und später als Inhaber diverser Prüfungsgesellschaften weiter.
Roger Odenthal organisierte 1990 in Düsseldorf die erste bedeutende Konferenz mit namhafter internationaler Beteiligung zur computergestützten Revision und Abschlussprüfung. Eine methodische Übersicht zur prüferischen Urteilsfindung bei der Anwendung digitaler Audit-Techniken legte er 1994 mit dem Handbuch zur Prüfung von Großrechnerdaten (Revision und Abschlussprüfung mit dem Personalcomputer) vor.
Als bedeutender Revisionspraktiker unterrichtete er prüfende Institutionen der Volksrepublik China im Zusammenhang mit deren WTO-Beitritt und unterstützte im öffentlichen Auftrag diverse EU-Beitrittskandidaten bei der Korruptionsbekämpfung. Es folgten weitere Auslandstätigkeiten und Mitwirkung bei internationalen Fachtagungen zur Korruptionsbekämpfung.

## Lehr- und Arbeitsschwerpunkte
Die grundlegende und kritische Auseinandersetzung mit neuronalen, digitalen und mathematischen Techniken zur Unterstützung prüferischer Urteilsbildung steht im Mittelpunkt sowohl der Ausbildungsaktivitäten als auch der praktischen Revisionstätigkeit von Roger Odenthal. Im Fokus stehen hierbei die Möglichkeiten und Grenzen solcher Methoden sowie die Transformation theoretischer Erkenntnisse in praktisch handhabbare Prüfverfahren. Hierbei richtet sich der Blickwinkel auf die divergierenden Anforderungen prüfender Institutionen (Interne Revision, Rechnungsprüfer, Abschlussprüfer, steuerliche Betriebsprüfer, Ermittler und Steuerfahnder), auf unterschiedliche Prüfungsthemen (Interne Kontrollsysteme, Compliance, Korruption, Fraud u. a.) und unterschiedliche Revisionswerkzeuge (Stichproben, Datenanalysen, Prüfsoftware, künstliche Intelligenz).

## Schriften (Auswahl)
- Revision und Abschlussprüfung mit dem Personalcomputer, OSV-Verlag, Hamburg 1994,  ISBN 3-930291-01-0.
- Prüfsoftware im Einsatz, DATEV-Fachverlag, Nürnberg 2006.
- Korruption und Mitarbeiterkriminalität, 2. überarbeitete Auflage, Gabler, Wiesbaden 2009, ISBN 978-3-8349-1385-2, (1. Auflage 2005 unter dem Titel: Kriminalität am Arbeitsplatz).
- Digitale Archivierung, 2. überarbeitete Auflage, Datakontext, Frechen 2011, ISBN 978-3-89577-602-1,  (1. Auflage 2007).
- Henning Burlein / Roger Odenthal, Die neuen GoBD zur IT-gestützten Buchführung und zum Datenzugriff, NWB, Herne 2015, ISBN 978-3-482-65891-4.
- Continuous Auditing mit IDEA-Skript, NWB, Herne 2018, ISBN 978-3-482-64960-8.
- Roger Odenthal / Kay-Ole Odenthal / Ute Seeber, Digitale Prüfung mit ActiveData, 2. überarbeitete Auflage, NWB, Herne 2024, ISBN 978-3-482-60542-0.
- Roger Odenthal, Betrug ist immer eine Option, in Bezad Karami Hrsg., Skandalfall Wirecard: Eine wissenschaftlich fundierte interdisziplinäre Analyse, Springer Gabler, Wiesbaden 2022, ISBN 978-3-658-35608-8.
- Weitere Beiträge in Herausgeberwerken sowie mehr als 150 nationale und internationale Aufsatzpublikationen.